# احمد مروی
احمد مروی (زادهٔ ۱۳۳۷ در مشهد) تولیت آستان قدس رضوی است که از سال ۱۳۶۸ تا قبل از انتصاب به تولیت آستان قدس، معاون ارتباطات حوزوی دفتر رهبر جمهوری اسلامی بوده‌ است. وی فارغ التحصیل دانشگاه رضوی در حرم علی بن موسی الرضا می‌باشد.
وی همچنین مسئول دفتر رهبر جمهوری اسلامی ایران در قم، رئیس شورای نمایندگان (ولی فقیه در مناطق قومی) و رئیس ستاد استهلال دفتر رهبری بود. وی در تاریخ ۱۰ فروردین ۱۳۹۸ به تولیت آستان قدس رضوی منصوب شد. وی در ۱۳ ژانویه ۲۰۲۱ در لیست تحریم‌های وزارت خزانه‌داری آمریکا قرار گرفت.

## تحصیلات

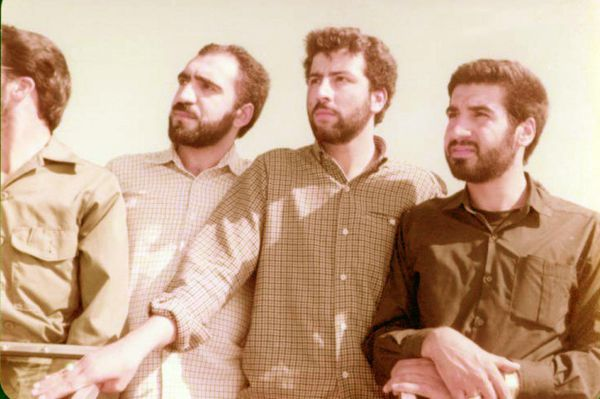
احمد مروی (نفر سوم از راست) در دوران جوانی در کنار ابراهیم رئیسی (نفر دوم از راست)

احمد مروی بعد از دروس ابتدایی‌اش در مدرسه عسگریه به سفارش پدرش به حوزه علمیه مشهد رفت و قسمتی از درسهای مقدمات را در مدرسه علمیه نواب و سید محمدهادی میلانی گذراند. در ادامه به حوزه علمیه قم رفت و در این شهر در مدرسه "بروجردی (مدرسه خان)" به تحصیل پرداخت. از جمله استادهای وی در حوزه می‌توان به سیدعلی خامنه‌ای، مجتبی تهرانی، منتظری، جواد تبریزی و وحید خراسانی، خزعلی و طاهری خرم‌آبادی نام برد. این روحانی شیعه دارای مدرک «سطوح عالی فقه و اصول» از حوزه علمیه قم است. او همچنین مدرک کارشناسی‌ارشد و دکترای رشته الهیات و معارف اسلامی را از دانشگاه قم گرفته‌است.

## خانواده
همسر احمد مروی در سال ۱۳۴۱ در تهران به دنیا آمد که دارای تحصیلات حوزوی است و مدرک دکترای فلسفه اسلامی و حکمت متعالیه خود را از دانشگاه تربیت مدرس کسب نموده‌ است. وی عضو هیئت علمی دانشگاه نیز است. او دارای دو پسر است؛ پسر اولش دانشجوی مقطع دکترا در رشته کلام اسلامی و پسر دومش در حوزه علمیه قم مشغول به تحصیل است.

## سوابق اجرایی
از جمله سوابق اجرایی و مسئولیت‌های احمد مروی می‌توان اشاره کرد به:
«حضور او در دادستانی کل انقلاب از سال ۱۳۵۹»؛ «معاون ارتباط حوزوی دفتر رهبری از سال ۱۳۶۸»؛ «رئیس ستاد استهلال دفتر رهبری»؛ «مسئول دفتر رهبری در قم از سال ۱۳۷۰»؛ «رئیس شورای نمایندگان (ولی فقیه در مناطق قومی)».
برادرِ بزرگترِ احمد، محمدهادی مروی که نماینده سید روح‌الله خمینی رهبر پیشین ایران در شهرهای مسجدسلیمان و بهبهان بود، از برادرش می‌خواهد که به منظور همکاری در امور فرهنگی و مبارزاتی با گروهک‌ها و اداره شهر به مسجدسلیمان برود؛ احمد مروی پس از حضورش در مسجدسلیمان، به عنوان رئیس دفتر علی قدوسی وارد این شهر گردید و سپس تا سال ۶۴ به عنوان معاون سیاسی دادستانی کل انقلاب مشغول به کار شد. همچنین از وی تحت عنوان گزینهٔ جانشین سید ابراهیم رئیسی در آستان قدس نام برده می‌شد، که در نهایت با حکم خامنه‌ای، به عنوان تولیت جدید آستان قدس رضوی منصوب شد.

## تحریم
وزارت خزانه‌داری آمریکا در ۱۳ ژانویه ۲۰۲۱ احمد مروی، همسر و فرزندان وی را تحریم کرد و به فهرست «اتباع به‌طور ویژه معین شده» (اس‌دی‌ان) اضافه کرد. استیون منوشن، وزیر خزانه‌داری آمریکا، گفت: «ایالات متحده با هدف گرفتن کسانی که ادعا می‌کنند به مردم ایران کمک می‌کنند ولی ثروت خود را افزایش می‌دهند، ادامه می‌دهد.» وزارت خزانه‌داری آمریکا در بیانیه خود آورده‌ است که این افراد و نهادها در سرکوب سیستماتیک مخالفان، مصادره زمین و دارایی معترضان سیاسی، اقلیت‌های مذهبی و تبعیدی‌ها متهم می‌باشند.